# شقران حرجي
شقران حرجي (الاسم العلمي: Puccinia silvatica) هو نوع من الفطريات يتبع جنس الشقران من الفصيلة الشقرانية.